# Arthur Rosenberg
Arthur Rosenberg (Berlino, 19 dicembre 1889 – New York, 7 febbraio 1943) è stato uno storico tedesco.
Allievo di Otto Hirschfeld, fu autorevole studioso della storia romana. Entrato nel 1918 nel Partito Socialdemocratico Indipendente di Germania, due anni dopo passò al Partito Comunista di Germania, per il quale fu deputato al Reichstag dal 1924 al 1928.
Dopo l'avvento del nazismo emigrò in Svizzera, Inghilterra e Stati Uniti, dove morì.